# Кулулу
Кулу́лу — в шумеро-аккадской мифологии получеловек-полурыба (верхняя часть тела человеческая, нижняя — рыбья), спутник бога Энки. В одном из вариантов мифа о сотворении мира создан Энки из кусочка глины от его морского жилища, Апсу, и назван богом кирпичей. Жрецы Энки в новоассирийский период изображались носящими рыбоподобные одежды. Вавилонский историк IV—III веков до н. э. Берос отождествлял облик Кулулу с первочеловеком Оаннесом.